# Rački
Rački je priimek v Sloveniji in tujini. Po podatkih Statističnega urada Republike Slovenije je na dan 1. januarja 2011 v Slovenjiji uporabljalo ta priimek 120 oseb.  

## Znani slovenski nosilci priimka
- Tone Rački (* 1946), slikar, ilustrator, likovni pedagog, filmski delavec, publicist

## Znani tuji nosilci priimka
- Franjo Rački (1828—1894), hrvaški zgodovinar, akademik in politik
- Mirko Rački (1879—1982), hrvaški slikar in grafik